# Відзнака «Знак пошани»
 Відзнака Міністерства оборони України «Знак пошани» входила до діючої до 2012 року системи відзнак Міністерства оборони України.
Після впровадження у 2013 році нової системи відзнак аналогом відзнаки є нагрудний знак «Знак пошани».

## Історія нагороди
- Відзнаку «Знак пошани» було встановлено наказом Міністра оборони України від 20 травня 2003 року № 142. У зв'язку з недотриманням необхідних формальностей при запровадженні відзнаки на вимогу Міністерства юстиції України наказ про встановлення відзнаки був скасований, незважаючи на те, що вже відбулось декілька нагороджень. Відзнака з дотриманням усіх формальностей була повторно заснована наказом міністра оборони України Анатолія Гриценка від 12 грудня 2005 року № 736.
- 30 травня 2012 року Президент України В. Ф. Янукович видав Указ, яким затвердив нове положення про відомчі заохочувальні відзнаки; міністрам, керівникам центральних органів виконавчої влади, керівникам (командувачам) військових формувань, державних правоохоронних органів було доручено забезпечити в установленому порядку перегляд актів про встановлення відомчих заохочувальних відзнак, приведення таких актів у відповідність із вимогами цього Указу[2]. З набуттям чинності указом нагородження відзнакою було припинено[1]. Протягом 2012–2013 років Міністерством оборони України була розроблена нова система заохочувальних відзнак[3], що вже не містила відзнаки «Знак пошани» (її аналогом став нагрудний знак «Знак пошани»).

## Положення про нагороду
- Заохочувальною відзнакою Міністерства оборони України «Знак пошани» нагороджуються військовослужбовці та працівники Збройних Сил України, а також інші особи за значний особистий внесок у справу розбудови, розвитку та забезпечення життєдіяльності Збройних Сил України, зміцнення військового співробітництва та інші заслуги перед Збройними Силами України.
- Нагородження відзнакою «Знак пошани» здійснюється наказом Міністра оборони України (по особовому складу).
- Подання до нагородження відзнакою «Знак пошани» здійснюється відповідно до вимог чинного законодавства України.
- Нагородженому відзнакою «Знак пошани» вручаються відзнака та посвідчення про нагородження нею.
- У разі втрати (псування) відзнаки «Знак пошани» дублікат не видається.
- Відзнака «Знак пошани» і посвідчення про нагородження нею після смерті нагородженого залишаються в сім'ї померлого для зберігання як пам'ять.

## Опис відзнаки
- Заохочувальна відзнака Міністерства оборони України «Знак пошани» виготовляється із жовтого металу і має форму прямого рівностороннього хреста з розбіжними кінцями, покритими емаллю малинового кольору, між якими вміщені пучки променів з білого металу. Посередині хреста — білий емалевий медальйон, на який знизу накладено дві лаврові гілки. У центрі медальйона на синьому емалевому колі — зображення Знака Княжої Держави Володимира Великого (малого Державного Герба України). У верхній частині медальйона по колу — напис «Міністерство оборони України». Пружки хреста, медальйона і кола, напис, лаврові гілки виготовлені з жовтого металу.
- Розмір хреста між протилежними кінцями — 41 мм.
- Хрест за допомогою вушка та кільця з'єднується з прямокутною колодкою з жовтого металу, обтягнутою стрічкою. У нижній частині колодки — тонка металева фігурна дужка із заокругленим виступом та отвором посередині для сполучення колодки зі знаком відзнаки.
- Розмір колодки: висота — 42 мм, ширина — 28 мм. При цьому розмір фігурної дужки: висота — 2 мм, ширина — 30 мм, висота заокругленого виступу — 2 мм.
- На зворотному боці колодки — прорізи для прикріплення стрічки, а також застібка для кріплення відзнаки до одягу.
- Стрічка відзнаки «Знак пошани» — із шовку малинового кольору, з поздовжніми смужками: жовтою посередині, синьою та білою з боків. Ширина стрічки — 28 мм, жовтої смужки — 8 мм, синьої — по 3 мм, білої — по 1 мм.
- Планка відзнаки «Знак пошани» являє собою металеву пластинку, обтягнуту стрічкою. Розмір планки: ширина — 28 мм, висота — 12 мм.

## Порядок носіння відзнаки
Відзнаку «Знак пошани» носять з лівого боку грудей і, за наявності державних нагород України, розміщують після них. Планку відзнаки «Знак пошани» розміщують після планок державних нагород України та планки заохочувальної відзнаки Міністерства оборони України «Доблесть і честь».